# Yücel Feyzioğlu
Yücel Feyzioğlu (* 10. Dezember 1946 in Kars, Türkei) ist ein deutsch-türkischer Kinderbuchautor, der seit Anfang der 1970er Jahre in Herten in Nordrhein-Westfalen lebt und arbeitet. 

## Leben
Der ausgebildete Pädagoge arbeitete zunächst in der Türkei als Lehrer. Als solcher war er Mitbegründer der türkischen Lehrergewerkschaft TÖS. Während der Zeit der Militärdiktatur  wurde er hierfür und für die Veröffentlichung einiger Kurzgeschichten als Die Verlassenen zu sechs Jahren Haft verurteilt, woraufhin Feyzioğlu 1972 nach Deutschland floh. Hier arbeitete er zunächst weiter in seinem Beruf. Ab 1985 konnte er jedoch die Schriftstellerei zu seinem Haupterwerb machen und gab die Lehrtätigkeit auf. Feyzioğlu ist Mitglied des Verbandes Deutscher Schriftsteller und schreibt Satiren, vor allem aber vielbeachtete Kinderbücher.

## Werk
Feyzioğlu transponiert in seinen Texten Figuren und Motive der türkischen Märchentradition in die Gegenwart und thematisiert so auf eindringliche Weise insbesondere auch die Problemfelder Migration und Integration für ein junges Lesepublikum. Seine Geschichten lassen sich nicht selten als moderne Nasreddin-Hoca-Erzählungen beschreiben. 
Ute Schäfer empfahl in ihrer Funktion als Ministerin für Schulen, Jugend und Kinder des Landes Nordrhein-Westfalen zweisprachige Autorenlesungen seiner Bücher für alle Grundschulen des Landes.
Inzwischen, erst 1992 wurde Feyzioğlus Einreiseverbot in die Türkei aufgehoben, ist Feyzioğlu auch in seiner alten Heimat ein anerkannter Autor, erhielt wie in Deutschland Literaturpreise (u. a. den Märchenpreis der türkischen Kinderbuchautoren Union in Ankara) und zahlreiche wohlwollende Besprechungen.

## Bibliografie (deutsche Auswahl)
- Der Zauberapfel (2005)
- Die Zauberzitrone (2000)
- Watschel und Trippel und andere Märchen (1992)
- Keloglan in Deutschland (1992)
- Keloglan und andere Märchen aus Anatolien (2008)
- Murkumomo und andere Märchen aus Usbekistan (2008)